# Caudiel
Caudiel település Spanyolországban, Castellón tartományban. Caudiel Benafer, Fuente la Reina, Gaibiel, Higueras, Montán, Pavías, Pina de Montalgrao, Villanueva de Viver és Jérica községekkel határos. Lakosainak száma 722 fő (2024).

## Népesség
A település népessége az elmúlt években az alábbi módon változott:
| Lakosok száma | 690  | 704  | 697  | 712  | 754  | 739  | 673  | 664  | 663  | 722  |
|               | 2001 | 2004 | 2006 | 2009 | 2011 | 2014 | 2016 | 2019 | 2021 | 2024 |